# Darcheh Piaz
Darcheh Pīāz (farsi درچه‌پیاز) è una città dello shahrestān di Khomeynishahr, circoscrizione Centrale, nella Provincia di Esfahan. Aveva, nel 2006, una popolazione di 43.183 abitanti.